# 의향로
의향로(Uihyang-ro)는 충청남도 홍성군 홍성읍 용봉산사거리와 예산군 삽교읍 예삼목삼거리를 잇는 충청남도의 도로이다. 

## 주요 경유지
충청남도
- 홍성군 홍북읍 - 예산군 삽교읍

## 노선
| 이름           | 접속 노선                   | 소재지 | 소재지 | 비고 |
| -------------- | --------------------------- | ------ | ------ | ---- |
| 용봉신삼거리   | 지방도 제609호선 (도청대로) | 홍성군 | 홍북읍 |      |
| 대학삼거리     | 의향로                      | 홍성군 | 홍북읍 |      |
| 한울마을사거리 | 용봉로                      | 홍성군 | 홍북읍 |      |
| 소방서사거리   | 홍학로                      | 홍성군 | 홍북읍 |      |
| 자경마을사거리 | 신대로                      | 홍성군 | 홍북읍 |      |
| 신경1교        |                             | 홍성군 | 홍북읍 |      |
| 적십자사사거리 | 지방도 제602호선 (충남대로) | 홍성군 | 홍북읍 |      |
| 목리교사거리   | 충예로                      | 예산군 | 삽교읍 |      |
| 목리3교        |                             | 예산군 | 삽교읍 |      |
| 의향예학사거리 | 예학로                      | 예산군 | 삽교읍 |      |
| 예목의향사거리 | 예목로                      | 예산군 | 삽교읍 |      |
| 도청의향삼거리 | 지방도 제609호선 (도청대로) | 예산군 | 삽교읍 |      |

## 주요 시설및 건물
- 내포119안전센터 (의향로 133/신경리 1190)
- 대전방송 TJB충남방송센터 (의향로 263/신경리 585)
- CU 내포에이원점 (의향로 289/신경리 580)